# Kamikoani
Kamikoani (jap. 上小阿仁村 Kamikoani-mura) – wieś w Japonii, na wyspie Honsiu, w prefekturze Akita. Według danych na rok 2020 miejscowość zamieszkiwało 2 063 mieszkańców , a gęstość zaludnienia wyniosła 8 os./km².